# Сельфосс (футбольний клуб)
«Се́льфосс» (ісл. UMF Selfoss) — ісландський футбольний клуб із однойменного міста, заснований 1 червня 1936 року як загальноспортивний клуб для чоловіків та жінок. Сьогодні він складається з 9-ти спортивних секцій, зокрема футбольну секцію було засновано 1955 року. 2011 року посів 2-гу сходинку в першому дивізіоні Ісландії, здобувши підвищення до головного дивізіону.